# Traité de Beauregard
Le traité de Beauregard est signé le 14 février 1800 entre les généraux républicain Guillaume Brune et chouan Georges Cadoudal, mettant fin à la troisième chouannerie dans le Morbihan.

## Contexte

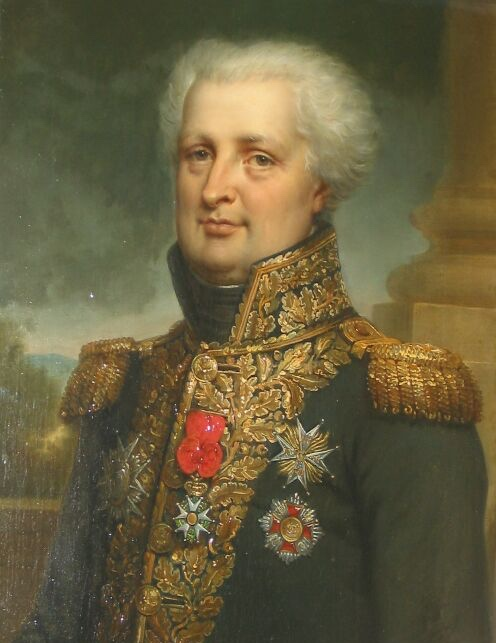
Portrait de Gabriel de Hédouville, auteur inconnu, XIXe siècle.

La loi des otages de juillet 1799 relance les hostilités en Bretagne. La troisième chouannerie débute avec la réunion de quelque 200 chefs chouans au château de la Jonchère le 14 septembre 1799. Georges Cadoudal y reçoit le commandement de la colonne du Morbihan forte de 18 000 hommes.
Le Coup d'État du 18 brumaire (9 novembre 1799) propulse Napoléon Bonaparte à la tête de la république. Le premier consul nomme alors Gabriel de Hédouville commandant en chef de l'armée de l'Ouest pour pacifier la région. Il obtient de la part des principaux chefs chouans (à l'exception de Louis de Bourmont et Louis de Frotté) une trêve jusqu'au 15 janvier 1800. Mais Bonaparte ne peut se contenter d'une cessation des hostilités et souhaite une victoire contre ces contre-révolutionnaires. Son pouvoir définitivement affermi, il nomme alors, le 14 janvier 1800, le général Brune au commandement d'une armée de 60 000 hommes - le général d'Hédouville devenant ainsi son chef d'état-major.

## Derniers affrontements

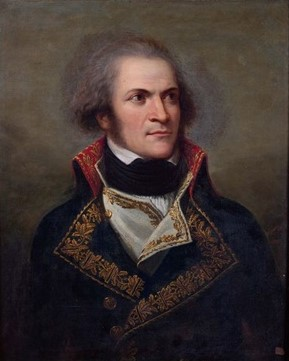
Portrait du général Guillaume Brune, huile sur toile d'Andrea Appiani, 1800 ou 1801.

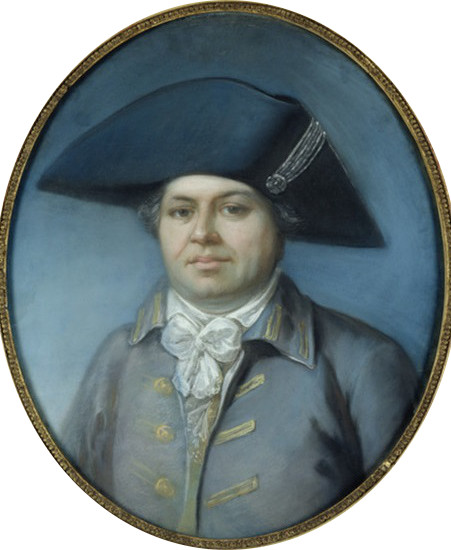
Portrait de Georges Cadoudal, huile sur toile de Joseph Ducreux, 1800, musée des beaux-arts d'Orléans.

Brune décide aussitôt de scinder son armée pour l'amener sur trois théâtres d'opération différents : le premier groupe opère dans le secteur de Vitré et Fougères, le deuxième tient la côte depuis Nantes, le troisième, commandé par Olivier Harty, opère sur le territoire morbihannais}.
Le 22 janvier 1800, Harty sort de la ville de Vannes avec environ 3 500 à 4 000 hommes et s'empare de Grand-Champ sans combattre pour se ravitailler sur les terres tenus par Cadoudal. Les chouans les attaquent le 25 janvier 1800 au Pont du Loc'h. À cause d'un manque de coordination des chefs chouans et alors que la victoire leur semblait acquise, Harty parvient à rejoindre la sécurité des remparts de Vannes. Les deux camps y perdent chacun 300 à 400 hommes.
Le 23, Bourmont est battu a la bataille de Meslay. Le 25, Aimé Picquet du Boisguy essuie également un échec à la bataille des Tombettes, où il perd 50 hommes. Bourmont signe la paix avec les républicains le 4 février suivant, Frotté le suit de 4 jours.

## Signature du traité
Constatant que la lutte était terminée en Anjou et Normandie, d'une part, et que, d'autre part, elle s'essoufflait en Ille-et-Vilaine, Cadoudal devine que les armées républicaines vont alors concentrer leurs efforts sur le Morbihan et qu'il n'a plus alors les moyens de combattre ni de vaincre. Il préfère négocier la paix avec son ennemi.
Début février, Cadoudal rencontre Brune. Selon son neveu, le général Debelle aurait engagé ainsi les pourparlers : « Je suis chargé de la part du Premier Consul de vous offrir le grade de général de division et un commandement dans l'armée de Moreau ; en cas de refus, de lui envoyer votre tête », ce à quoi Cadoudal aurait répondu « Ma tête ! pour cela, il faudrait l'avoir, et je ne suis pas disposé à la céder. »
Cadoudal gagne le château de Beauregard, à Saint-Avé le 10 février où il accepte de capituler. Le traité est signé le 14 février : en échange de leurs armes, les chouans obtiennent la protection du clergé catholique,.
Le 26 pluviôse an VIII (15 février 1800), le général Brune annonce la signature de la pacification aux administrateurs du Morbihan : « Je vous préviens, citoyens administrateurs, que la pacification a été arrêtée hier pour les départements des Côtes-du-Nord, du Morbihan et du Finistère. J'ai exigé que les armes, canons et munitions fussent rendus sans restriction. Déjà, deux mille fusils nous ont été rendus ; demain, il en sera encore remis un grand nombre et, dans peu, je l'espère, la tranquilité sera parfaite et générale ».

## Articles du traité
Au quartier général de Vannes, Le 22 pluviôse an 8 de la République française, une et indivisible

Article Ier 

Les armes seront rendues dans 24 heures à dater de la connoissance que chaque chef de légion en recevra du Comandant en Chef. Ce délai ne peut excéder 48 heures pour toutes les légions
Article 2 

Les armes seront rendues aux postes d’Auray, Hennebon, Vannes, Lominé, Questemberg, Guerr, Josselin ou la Trinité et Guémené. Les canons et munitions seront rendus à Vannes.
Article 3 

Il sera donné reçu général et délaissé par chaque chef républicain au chef chouan qui les remettra.
Article 4 

Les chefs donneront une déclaration du lieu où ils voudront se retirer et il leur sera donné une sauvegarde du Général en Chef pour qu’ils soient appuyés de l’appui du Gouvernement.
Article 5 

Le commandant en chef des Chouans, Georges, après la reddition des armes, se rendra près le Gouvernement ; il lui sera donné à cet effet les passeports nécessaires.
Article 6 

Les demandes particulières pour le degrèvement du pays appartenant au Gouvernement qui a eu à cœur de soulager les malheureux Bretons du fléau de la guerre civile, Georges fera connoître à Paris les vues qu’il a à cet égard.
Article 7 

Les prêtres catholiques seront sous la protection du Gouvernement.
Article 8 

A ces conditions le pays sera déclaré pacifié à son de trompe. Le Général en chef Brune fera régner le bon ordre, la sûreté des propriétés et la tranquillité des personnes.
Article 9 

Les dispositions énoncées cy-dessus sont applicables au département des Côtes-du-Nord et à la partie insurgée du Finistère.
Articles additionnels 

I. Tous les individus qui ont pris part à la guerre actuelle entreront dans l’état où ils étoient avant la reprise des hostilités. L’administration du lieu où ils se trouveront ne pourra leur faire refuser des passeports purs et simples comme aux simples étrangers. Outre les passeports purs et simples des administrations, il sera délivré par le général en chef Brune aux principaux officiers une sauvegarde au nom du Gouvernement.

II. Le général Brune suspend pour deux décades tout payement à faire pour les fermes et rentes des biens nationaux vendus aux individus,.

## Suites
Le traité met fin à la chouannerie dans le seul département du Morbihan. Elle perdure toutefois de manière très sporadique dans l'ancienne province de Bretagne.